# Alnus henryi
Alnus henryi är en björkväxtart som beskrevs av Camillo Karl Schneider. Alnus henryi ingår i släktet alar, och familjen björkväxter.
Artens utbredningsområde är Taiwan. Inga underarter finns listade.